# Leonardo Pedroza
Sixto Leonardo Pedroza Abreu (* 6. November 1912 in Caracas; † 8. Juli 1976 ebenda) war ein venezolanischer Musiker und Orchesterleiter.
Pedroza spielte in der Banda Marcial de Caracas unter der Leitung von Pedro Elías Gutiérrez Posaune, Saxophon und Trompete. Er war dann Erster Trompeter im Orchester Los Hermanos Belisario und dirigierte um 1947–48 das Orquesta Leonard Melody, mit dem er die ersten Plattenaufnahmen mit Celia Cruz einspielte.
Mitte der 1960er Jahre gründete er Los Caciques, mit denen Musiker wie Alberto Naranjo, Memo Morales, Johnny Pedrón, Carlín Rodríguez, Roberto Monserrat, El Negrito Calavén, Willie Bossanova und César Pinto auftraten. Mehrere von ihnen verließen später das Orchester und gründeten El Combo Latino, dem sich später auch Federico Betancourt anschloss.
Die Caciques setzten ihre Tätigkeit als Tanzorchester fort und traten mit den Sängern Carmencita Carvajal, Johnny Morales und Carlos Rafael Yánez ab 1966 als Pedroza y su Orquesta Show auf. 1967 kam der Sänger Rafa Robles hinzu, und das Orchester veröffentlichte – nun unter dem Namen La Charanga de Pedroza – das gleichnamige Album.